# Infinity (Nicky Jam)
Infinity è il album in studio del cantante statunitense Nicky Jam, pubblicato il 27 agosto 2021 da Sony Music Latin. Ha raggiunto la 9ª posizione nella Top Latin Albums di Billboard, divenendo il suo terzo disco in top ten nella graduatoria.

## Tracce
1. Magnum (feat. Jhay Cortez) – 3:02
2. Miami – 3:12
3. Te hace falta – 3:04
4. Celosa – 2:59
5. Se de y se da – 3:11
6. Pikete (feat. El Alfa) – 2:33
7. Clavo – 3:04
8. Te invito (feat. Rios) – 3:01
9. DM (feat. Manuel Turizo) – 3:24
10. Una guayaa – 2:51
11. Polvo (feat. Myke Towers) – 3:31
12. Playa – 3:05
13. Dándote – 2:43
14. Melancolía – 2:42
15. Fan de tus fotos (feat. Romeo Santos) – 3:18